# Domov svatého Karla Boromejského (Řepy)
Klášter svatého Karla Boromejského při kostele svaté Rodiny je ženský klášter Milosrdných sester svatého Karla Boromejského. Nachází se v ulici K Šancím v Praze 6 – Řepích.

## Historie
Boromejky přišly do Prahy v roce 1837. V roce 1855 převzaly i péči o nalezence, pro kterou využívaly mateřinec Pod Petřínem. V roce 1858 koupily za 56 000 zlatých Taicmanův dvůr v obci Řepy, kde po stržení hospodářských objektů vznikla prostorná stavební parcela. Na ní byla pod vedením stavitele Jana Ripoty zahájena 30. dubna 1859 stavba nové dvoupatrové budovy o čtvercovém půdorysu. Koncem července 1860 byla hotová větší část budovy, což umožnilo nastěhování skupiny 188 sirotků z dosavadních nevyhovujících prostor v Buštěhradu. 6. srpna 1860 dům a základní kámen kostela Svaté Rodiny vysvětil knížecí arcibiskupský vikář a noutonický farář Antonín Slavíček. Kostel byl dostavěn do roka, 24. srpna 1861 byl svěcen kříž na věži. Pod vedením představené, milosrdné sestry Pauly z Thiessenhausenu byly osiřelé děti v domě vychovávány metodou Dona Bosca, vzdělávány na úrovni obecné školy a vyučeny pro budoucí samostatnou obživu; chlapci v řemeslech krejčovském, truhlářském a obuvnickém, děvčata jako švadleny, kuchařky nebo ošetřovatelky. Roku 1864 se v domě rozšířila nebezpečná oční infekce, mnohé děti musely být odvezeny k ošetřování do venkovských rodin. Počet chovanců klesl na 25 a ti byli odvezeni do menšího domova v Karlíně.
8. prosince 1864 ministerstvo přijalo nabídku generální představené kongregace, Eufemie Němcové, k pronájmu prázdné budovy na 25 let pro trestanky, vystěhované z donucovací pracovny na Hradčanech. Dům pro ně byl v letech 1865 –1866 adaptován a zařízeny tři dílny pro šičky, provaznice a další pracovní činnosti. Vedení této ženské věznice se ujala sestra Marie Karolína Johana Neumannová (1813–1887), která byla rodnou sestrou filadelfského biskupa, svatého Jana Nepomuka Neumanna. Řeholní sestry pracovaly spolu s vězeňkyněmi. Další významnou představenou byla sestra Charitas hraběnka z Coudenhove (1817–1876). Až do roku 1892 byla v domově také polepšovna pro mladistvé delikventky, přeložená později do Kostomlat.
V roce 1948 byla však v souvislosti se snahou nového komunistického režimu o likvidaci řádů většina sester odsunuta na práci do textilních továren v pohraničí (např. do Libče na Trutnovsku) nebo u duševně nemocných. Věznice byla zrušena a klášter se stal sídlem Výzkumného ústavu zemědělské techniky. Kostel svaté Rodiny byl využíván jako garáž pro zemědělskou techniku a nákladní automobily, interiéry byly zdevastovány.

### Po roce 1989

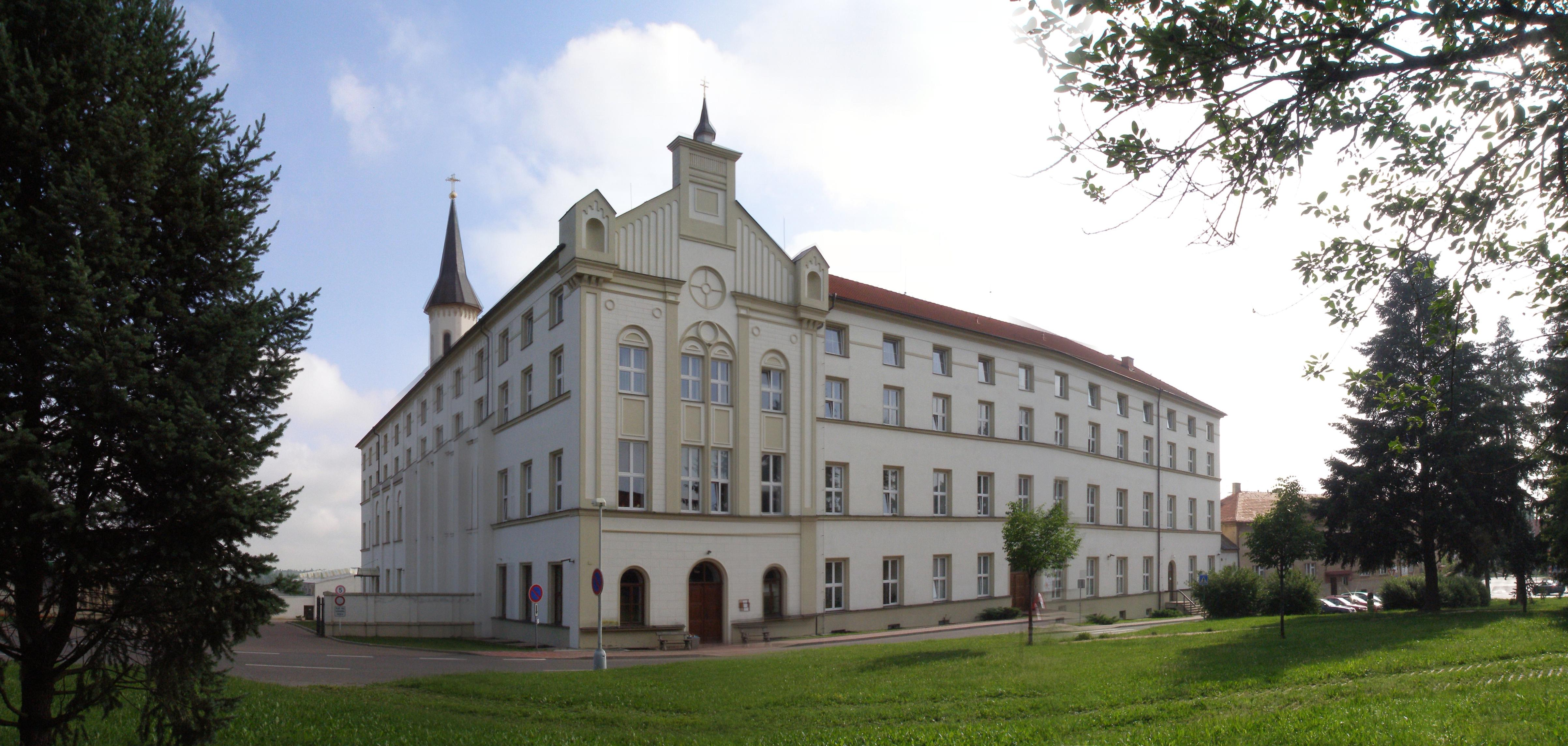
Celkový pohled na budovu kláštera

Po politických změnách v roce 1989 byla zahájena obnova poničeného kláštera. Díky příspěvku mnoha institucí a dárců se činnost Domova sv. Karla Boromejského podařilo v roce 1996 obnovit a sestry se zde vrátily k práci, kterou naplňují své poslání, tedy k péči o nemocné, chudé a lidi na okraji společnosti. Domov je tak dnes ošetřovatelským ústavem, kde se za rok vystřídá asi 500 pacientů, a v provozu je zde také celodenní stacionář pro seniory. Současně zde opět funguje oddělení výkonu trestu pro ženy, které zde mohou najít různé pracovní uplatnění.

## Řepský hřbitov

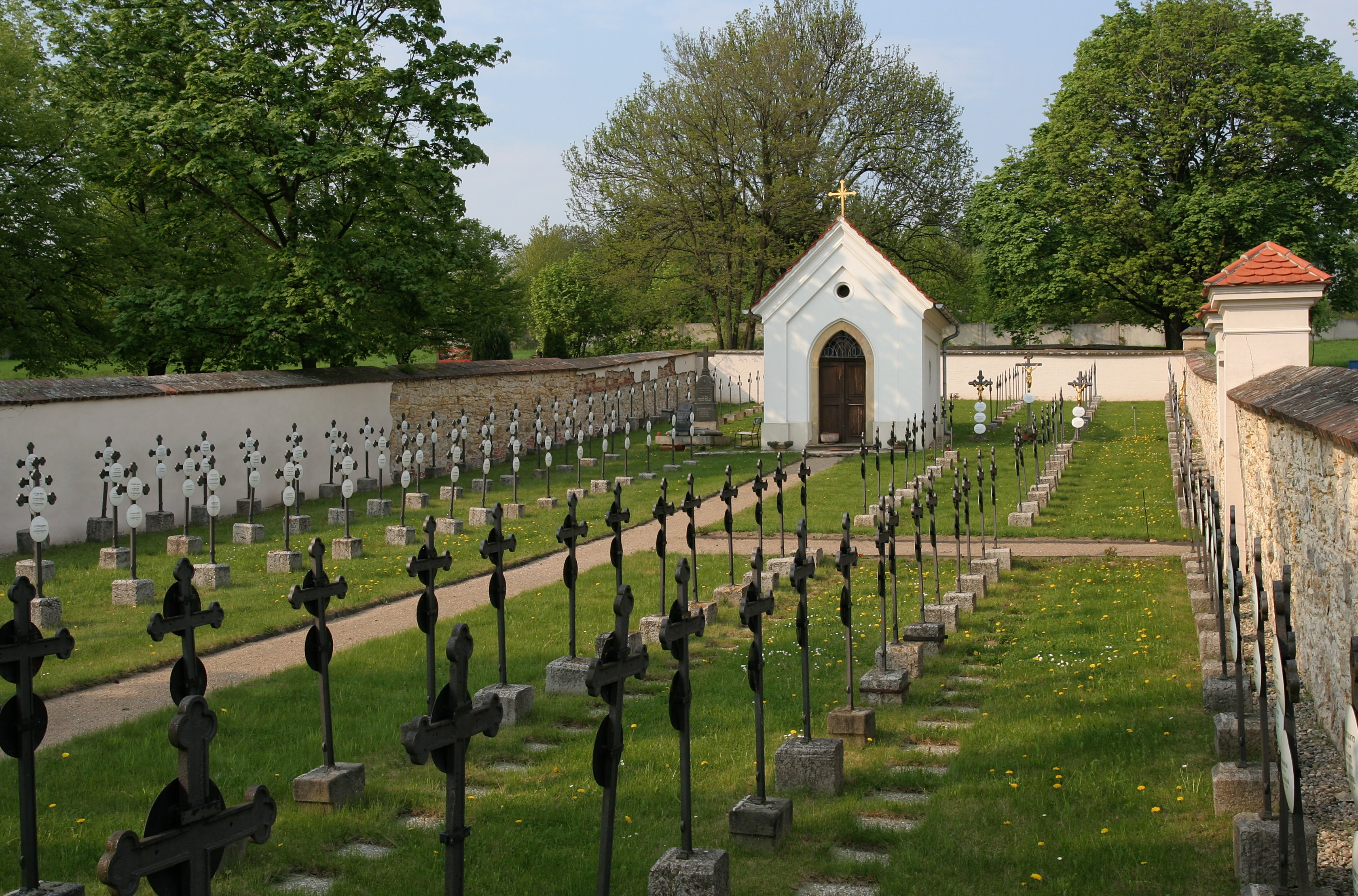
Hřbitov milosrdných sester

Asi kilometr severovýchodně od kláštera se v ulici Žalanského nachází řepský hřbitov, jehož součástí je i hřbitov Kongregace Milosrdných sester svatého Karla Boromejského a trestanecký hřbitov. Na trestaneckém hřbitově jsou pochovávány trestankyně, které zemřely v řepské trestnici, mimo ně je v levém rohu od vstupu na hřbitov hrob loupežníka Václava Babinského, který byl po odpykání trestu až do své smrti zahradníkem v místním klášteře.